# Juan Antonio Aldama Irabien
Juan Antonio Aldama Irabien (Villarcayo, 20 de julio de 1786-Madrid, 12 de noviembre de 1863) fue un militar y político español, ministro durante la regencia de María Cristina.

## Biografía
Inició su carrera militar 1802, luchando en la Guerra de Independencia y en las guerras de independencia hispanoamericanas. En 1817 fue ascendido a brigadier y en 1819 volvió a la península. Militar a favor del Trienio Liberal, el 22 de octubre de 1822 fue nombrado gobernador militar de Tortosa y comandante militar interino de Tarragona. En 1823, finalizado este período y con Fernando VII reinstaurando el absolutismo en lo que se conocería como la Década Ominosa, Aldama fue desterrado en Mallorca primero y en Vitoria después, así como despojado de sus grados y condecoraciones.
No fue hasta 1830 cuando se le devolvieron dichos méritos, después de una amnistía favorecida por el nacimiento de la futura reina Isabel II. En 1833, fue nombrado comandante general de Cuenca. El 26 de enero de 1835 fue ascendido a mariscal de campo y nombrado capitán general de Gerona, donde luchó contra las partidas carlistas.
En 1837 y 1838 ocupó el puesto de senador elegido por la provincia de Sevilla, al tiempo que era nombrado capitán general de Andalucía y comandante de la caballería de la Guardia Real. En agosto de 1838 ascendió a teniente general. Entre los meses de septiembre y octubre, fue designado para ejercer como ministro en funciones de las carteras de Guerra, durante la ausencia de Manuel Latre Huarte, y de Marina, Comercio y Gobernación de Ultramar; ambas bajo el gobierno de Bernardino Fernández de Velasco.
En 1839 fue nombrado capitán general de las Islas Baleares y en 1840 de Madrid, año en que fue elegido senador por las Islas Baleares y en 1858 senador vitalicio. En septiembre de 1854 fue nombrado vocal de la Junta Consultiva de Guerra, de la que cesó al subir Baldomero Espartero al poder. Ante esta situación, solicitó licencia para salir al extranjero y marchó a Marsella. Con la Unión Liberal en el poder fue nombrado nuevamente vocal de la Junta Consultiva, y en julio de 1858 ministro del Tribunal Supremo de Guerra y Marina. Falleció en dicho destino el 12 de noviembre de 1863. Un mes antes de su fallecimiento se le concedió la Cruz de Carlos III.